# Amiran P'ap'inashvili
Amiran P'ap'inashvili (in georgiano ამირან პაპინაშვილი?; Batumi, 17 giugno 1988) è un judoka georgiano.

## Palmarès
- Mondiali

Chelyabinsk 2014: bronzo nei 60 kg;
Baku 2018: bronzo nei 60 kg.
- Europei

Chelyabinsk 2012: bronzo nei 60 kg;
Budapest 2013: oro nei 60 kg;
Montpellier 2024: oro nella gara a squadre e bronzo nei 60 kg;
Kazan 2016: oro nella gara a squadre.
- Giochi europei

Baku 2015: argento nella gara a squadre e bronzo nei 60 kg.
Minsk 2019: bronzo nei 60 kg.

### Vittorie nel circuito IJF
| Data              | Località  | Paese               | Categoria  |
| ----------------- | --------- | ------------------- | ---------- |
| 15 ottobre 2010   | Rotterdam | Paesi Bassi         | Grand Prix |
| 6 maggio 2011     | Baku      | Azerbaigian         | Grand Prix |
| 20 luglio 2013    | Mosca     | Russia              | Grand Slam |
| 6 giugno 2014     | L'Havana  | Cuba                | Grand Prix |
| 30 ottobre 2015   | Abu Dhabi | Emirati Arabi Uniti | Grand Slam |
| 29 settembre 2017 | Zagabria  | Croazia             | Grand Prix |
| 27 ottobre 2018   | Abu Dhabi | Emirati Arabi Uniti | Grand Slam |